# Bruant chanteur
Melospiza melodia
Espèce
Statut de conservation UICN

 LC  : Préoccupation mineure
Le Bruant chanteur (Melospiza melodia) est une espèce de passereau de la famille des Passerellidae, qui vit en Amérique du Nord. Il s'agit d'un des oiseaux chanteurs les plus communs d'Amérique du Nord.

## Description
Le bruant chanteur mesure 15 à 17 centimètres de long et possède une masse extrêmement variable selon les espèces (les plus lourds étant ceux des îles Aléoutiennes, les plus légers ceux des marais californiens). Son corps, sauf le ventre, est brun avec des rayures plus sombres sur le dos. L'abdomen est clair avec des stries foncées, qui rejoignent généralement une tache brune au milieu de la poitrine. Sa tête est parcourue par un sourcil blanchâtre ou grisâtre. Il possède un bec conique légèrement allongé.  Sa queue est courte et arrondie au bout. Ses ailes sont plutôt courtes, bien que celles des populations migratrices et des îles Aléoutiennes soient plus longues,.

### Chant et vocalisations

#### Chant
Comme son nom l'indique, le bruant chanteur est un chanteur actif, en particulier juste avant et durant la période de reproduction, où il chante entre 180 et 200 fois par heure, avec un pic pouvant dépasser les 300 fois par heure. Il est également plus actif à l'automne et peut être entendu toute l'année dans la majeure partie de son aire de reproduction,. La femelle chante rarement, et principalement pour défendre son territoire. Il chante typiquement pendant la journée, et parfois durant la nuit lors de la période de reproduction.
Son chant est composé de plusieurs mélodies (5 à 15), le nombre de ces dernières étant un élément de choix pour la femelle qui désire s'accoupler. Il jongle entre plusieurs types de chants, dont on dénombre entre 5 et 13 types. Les chants ont également un rôle de communication entre deux mâles en concurrence, pouvant signifier de l'indifférence, ou au contraire de l'agressivité vis-à-vis de l'autre (changement rapide de mélodies ou chant d'amplitude faible). Il permettrait aussi de distinguer ses semblables par rapport à d'autres espèces proches,.

#### Vocalisations
Le bruant chanteur peut émettre un certain nombre de vocalisations dans divers contextes. Lorsqu'il est affolé, il fait un tchunk, tchip, tik, chip ou ick. Il salue ses congénères par un tsip, pseet ou sst, et son conjoint par un ee-ee-ee nasal. Les juvéniles peuvent émettre un see-see, kerr, tit-tit-tit pour demander de la nourriture, et un eep ou un ick pour signaler leur position. La femelle gazouille (chi-chi-chi-chit-chit-chit) lorsqu'elle quitte son nid. Il dispose d'un cri de douleur (weech), et grognement pour menacer (zhee).

## Écologie et comportement

### Alimentation
Le bruant chanteur se nourrit de graines, de fruits et dans une moindre mesure d'invertébrés pendant la majeure partie de l'année. Durant la période de reproduction, il augmente la part d'insectes et d'autres invertébrés dans son régime, bien qu'il continue à consommer des graines et des fruits,.
Il trouve sa nourriture dans les buissons et les herbes, souvent au bord de l'eau (voire dans l'eau directement). Les bruants vivant proches des plages fouillent également les végétaux déposés par l'eau. Il peut aussi se nourrir d'insectes sur les feuilles ou l'écorce des arbres ou attraper des insectes volants en hauteur.
Il emploie diverses techniques pour récupérer sa nourriture. Il peut déterrer les graines en grattant le sol de ses deux pattes, en sautillant en avant et en arrière. Il peut aussi prendre les graines directement sur les plantes. Il cueille généralement les fruits directement sur les arbres, en se perchant à côté, bien qu'il puisse parfois les ramasser au sol. Concernant les invertébrés, il est capable de les capturer au sol, sur le feuillage ou dans les airs.

### Reproduction
La saison de reproduction du bruant chanteur s'étale entre la mi-février et la mi-mai en fonction des régions ; la latitude et la température déterminent en partie la date de ponte. 
La femelle construit un nid est une coupe d'herbes, écorces et feuilles, doublé de d'herbes plus douces et occasionnellement de poils, dissimulé dans un buisson ou de hautes herbes. Le mâle accompagne habituellement la femelle durant la construction et récolte parfois les matériaux nécessaires, mais sans participer directement à la construction. 
La femelle pond 3 à 5 œufs, qu'elle couve seule pendant 12 à 13 jours (même si le mâle la ravitaille, ainsi que la nichée). Les jeunes sont capables de voler à partir de 10 à 16 jours après l'éclosion, et deviennent indépendants entre 22 et 32 jours après l'éclosion.

### Locomotion
Au sol, il se déplace en marchant, occasionnellement en sautillant sur un terrain accidenté ou sur des branches.
Il vole généralement sur de courtes distances, entre des perchoirs ou pour se mettre à l'abri. Son vol est direct et bas. 

### Territorialité
Le bruant chanteur est territorial pendant toute l'année pour les populations non-migratrices. Il défend activement son territoire dans les mois précédant la reproduction, s'arrêtant à la fin de celle-ci pour reprendre en septembre-octobre. Le territoire est différencié selon les sexes, un oiseau donné défendant son territoire contre les oiseaux du même sexe. Il défend son territoire avec des vocalisations, en poursuivant les intrus et en employant diverses techniques d'intimidation, impliquant notamment des postures menaçantes. Les combats sont relativement rares et peu violents ; ils ont lieu la plupart du temps lors de l'établissement du territoire,.

### Prédation et parasitisme
Le bruant chanteur est la proie du renard roux, ainsi que du renard gris insulaire sur les Channel Islands. Du côté des oiseaux, il est victime de plusieurs rapaces, incluant le busard des marais, les épervier de Cooper et brun de jour, ainsi que le hibou des marais, la chouette effraie et la chevêche des terriers le soir ou la nuit,. La pie-grièche migratrice et le goéland à ailes grises peuvent également l'attaquer,.
Ses œufs peuvent être la proie des couleuvres, en particulier du genre Thamnophis, ainsi que d'autres serpents, de corvidés et de mammifères (incluant par exemple le raton-laveur, l'opossum, les loutres et les rats),.
Il est aussi victime du parasitisme de couvée de la part des vachers, notamment du vacher à tête brune dont il est une des cibles les plus fréquentes. La fréquence de parasitisme dépend beaucoup de la localisation et des saisons. Le bruant est agressif s'il rencontre un vacher près de son nid et pourra arrêter la construction du nid s'il en repère une ; cependant, il ne réagit pas à la présence d'un œuf parasite,,.

## Répartition et habitat

habitat permanent
zone de nidification
zone d'hivernage

### Répartition
L'espèce niche dans une large partie de l'Amérique du Nord. Son aire de reproduction s'étend de la Terre-Neuve aux îles Aléoutiennes à travers le Canada, et dans une large partie des États-Unis (ainsi que dans une fine bande du centre du Mexique). Elle est accidentelle en Europe, le plus souvent en Grande-Bretagne, mais aussi en Suisse, en Norvège, en Belgique ou en Suède. Son aire d'hivernage descend dans tous les États-Unis et jusqu'au nord du Mexique.

### Migration
Une partie des populations du bruant chanteur migre vers le sud en hiver ; celles plus au nord ont plus tendance à migrer, et sur de plus longues distances.
Il commence sa migration aux alentours de septembre-octobre, parfois jusqu'en novembre. Il repart ensuite de son aire d'hivernage entre la mi-février et la mi-mai, pour une arrivée à partir de la fin février au sud de l'aire de reproduction, et plutôt mars-avril plus au nord.

### Habitat
Cet oiseau requiert généralement la présence de buissons, ainsi que d'une source d'eau proche (incluant des rivières, des étangs ou tout simplement la côte). Tant que ces conditions sont réunies, il peut occuper une large gamme d'habitats, incluant les fourrés, les prairies, et de nombreux types de forêts. On peut également le trouver plus proche de l'homme, dans des zones résidentielles, agricoles ou des jardins. Il vit dans des environnements similaires dans sa zone d'hivernage, bien qu'il soit moins regardant sur la présence d'un point d'eau.
Les bruants chanteurs d'Alaska et des îles Aléoutiennes forment une exception, et vivent plutôt dans des buttes d'herbes ou des piles de rochers proches des plages.

## Systématique
Le bruant chanteur est un des oiseaux ayant le plus de sous-espèces d'Amérique du Nord, voire du monde, avec un total de 52 sous-espèces proposées. Elles ne sont cependant pas toutes reconnues ; par exemple, Patten et Pruett n'en dénombrent que 25. En voici la liste, :
| Sous-espèces                                 | Sous-espèces                                                        | Sous-espèces                               | Sous-espèces                                                                            | Sous-espèces |
| -------------------------------------------- | ------------------------------------------------------------------- | ------------------------------------------ | --------------------------------------------------------------------------------------- | --- |
| Zone                                         | Caractéristiques générales                                          | Nom                                        | Synonymes                                                                               | Commentaire |
| Grand bassin, Nord-Est de l'Amérique         | Sous-espèces petites, plutôt brunes, longues ailes, rayures noires. | Melospiza melodia melodia (Wilson, 1810)   | M. m. juddi, M. m. acadica, M. m. beata, M. m. euphonia, M. m. callima, M. m. melanchra | La sous-espèce nominale. |
| Grand bassin, Nord-Est de l'Amérique         | Sous-espèces petites, plutôt brunes, longues ailes, rayures noires. | M. m. atlantica (Todd, 1924)               | M. m. rossignolii                                                                       | A le dos plus gris que la sous-espèce nominale. |
| Grand bassin, Nord-Est de l'Amérique         | Sous-espèces petites, plutôt brunes, longues ailes, rayures noires. | M. m. montana (Henshaw, 1884)              | M. m. fisherella                                                                        | Est plus gris et plus grand que la sous-espèce nominale, avec un bec plus fin.                                                                                      |
| Alaska et Pacifique nord-ouest               | Sous-espèces grandes, sombres, avec des rayures diffuses            | M. m. maxima (Gabrielson et Lincoln, 1951) |                                                                                         | La plus grande sous-espèce. Rayée de gris, dos gris, bec long et fin.                                                                                               |
| Alaska et Pacifique nord-ouest               | Sous-espèces grandes, sombres, avec des rayures diffuses            | M. m. sanaka (McGregor, 1901)              | M. m. semidiensis, M. m. amaka                                                          | Proche de M. m. maxima, mais plus gris et bec plus fin |
| Alaska et Pacifique nord-ouest               | Sous-espèces grandes, sombres, avec des rayures diffuses            | M. m. insignis (Baird, 1869)               |                                                                                         | De taille moyenne, plus sombre que M. m. sanaka et plus clair que M. m. kenaiensis                                                                                  |
| Alaska et Pacifique nord-ouest               | Sous-espèces grandes, sombres, avec des rayures diffuses            | M. m. kenaiensis (Ridgway, 1900)           |                                                                                         | Proche de M. m. insignis et M. m. caurina, mais plus petit et marron que le premier et plus grand que le deuxième                                                   |
| Alaska et Pacifique nord-ouest               | Sous-espèces grandes, sombres, avec des rayures diffuses            | M. m. caurina (Ridgway, 1899)              |                                                                                         | Plus petit que M. m. kenaiensis, plus gris et bec plus long que M. m. rufina                                                                                        |
| Alaska et Pacifique nord-ouest               | Sous-espèces grandes, sombres, avec des rayures diffuses            | M. m. rufina (Bonaparte, 1850)             | M. m. kwaisa                                                                            | Plus sombre et roux que M. m. caurina, plus gris que M. m. morphna                                                                                                  |
| Alaska et Pacifique nord-ouest               | Sous-espèces grandes, sombres, avec des rayures diffuses            | M. m. morphna (Oberholser, 1899)           | M. m. phaea                                                                             | Proche de M. m. rufina, mais plus roux |
| Alaska et Pacifique nord-ouest               | Sous-espèces grandes, sombres, avec des rayures diffuses            | M. m. merrilli (Brewster, 1896)            | M. m. ingersolli                                                                        | Proche de M. m. morphna, mais plus pâle, plus gris et avec des rayures plus contrastées                                                                             |
| Alaska et Pacifique nord-ouest               | Sous-espèces grandes, sombres, avec des rayures diffuses            | M. m. clenonensis (McGregor, 1899)         |                                                                                         | Intermédiaire entre M. m. morphna et M. m. gouldii, brun sombre sur le dos avec des rayures châtain, rayures châtains sur le ventre                                 |
| Californie                                   | Sous-espèces petites, plutôt grises, ailes courtes, rayures noires. | M. m. gouldii (Baird, 1858)                | M. m. santaecrucis                                                                      | Brun-rouge, avec des bandes noires bien visibles. Les plumes du manteau sont noires au centre avec des bords olive-jaune uniformes.                                 |
| Californie                                   | Sous-espèces petites, plutôt grises, ailes courtes, rayures noires. | M. m. samuelis (Baird, 1858)               |                                                                                         | Dos olive-sombre avec des dessous avec bandes noires. Plutôt petit, petit bec                                                                                       |
| Californie                                   | Sous-espèces petites, plutôt grises, ailes courtes, rayures noires. | M. m. maxillaris (Grinnell, 1909)          |                                                                                         | Dos brun foncé, plumes avec un bord gris. Base du bec gonflée. |
| Californie                                   | Sous-espèces petites, plutôt grises, ailes courtes, rayures noires. | M. m. pusillula (Ridgway, 1899)            |                                                                                         | Seule sous-espèce avec des dessous jaunâtres. Dos gris-jaunâtre, plutot petit.                                                                                      |
| Californie                                   | Sous-espèces petites, plutôt grises, ailes courtes, rayures noires. | M. m. heermanni (Baird, 1858)              | M. m. cooperi, M. m. mailliardi                                                         | Bords gris des plumes réduits. |
| Californie                                   | Sous-espèces petites, plutôt grises, ailes courtes, rayures noires. | M. m. graminea (Townsend, 1890)            | M. m. clementae, M. m. coronatorum, M. m. micronyx                                      | Intermédiaire entre M. m. heermanni et M. m. graminea (généralement plus proche du premier). Bords des plumes larges et gris-argenté, dos gris pâle, petite taille. |
| Désert du Sud-Ouest et nord-ouest du Mexique | Sous-espèces petites, pâles, rayures rousses.                       | M. m. fallax (Baird, 1854)                 | M. m. saltonis, M. m. virginis, M. m. bendirei                                          | |
| Désert du Sud-Ouest et nord-ouest du Mexique | Sous-espèces petites, pâles, rayures rousses.                       | M. m. rivularis (Bryant, 1888)             |                                                                                         | Pâle, ressemble à M. m. fallax, mais avec un bec long et fin et une poitrine légèrement rayée                                                                       |
| Désert du Sud-Ouest et nord-ouest du Mexique | Sous-espèces petites, pâles, rayures rousses.                       | M. m. goldmani (Nelson, 1899)              |                                                                                         | Dos rouge-brun sombre, avec des rayures larges et brunes |
| Plateau mexicain                             | Sous-espèces avec des taches noires et la gorge blanche.            | M. m. adusta (Nelson, 1899)                | M. m. yuriria                                                                           | Taches noires sur un dessous blanc, rayures noires larges sur un dos brun-rouge, gorge blanche.                                                                     |
| Plateau mexicain                             | Sous-espèces avec des taches noires et la gorge blanche.            | M. m. villai (Phillips et Dickerman, 1957) |                                                                                         | Proche de M. m. adusta, mais plus sombre et moins rouge ; plus grand que les autres sous-espèces du plateau.                                                        |
| Plateau mexicain                             | Sous-espèces avec des taches noires et la gorge blanche.            | M. m. mexicana (Rigway, 1874)              | M. m. azteca, M. m. niceae                                                              | Proche de M. m. villai, mais plus petit et plus pâle. |
| Plateau mexicain                             | Sous-espèces avec des taches noires et la gorge blanche.            | M. m. zacapu (Dickerman, 1963)             |                                                                                         | Proche de M. m. adusta, avec un dos plus rouge et une nuque plus foncée.                                                                                            |